# V447 Возничего
V447 Возничего (лат. V447 Aurigae), HD 40978 — двойная звезда в созвездии Возничего на расстоянии приблизительно 2086 световых лет (около 640 парсеков) от Солнца. Видимая звёздная величина звезды — от +7,31m до +7,17m. Возраст звезды оценивается как около 31,6 млн лет.

## Характеристики
Первый компонент — бело-голубая переменная Be-звезда (BE) спектрального класса B3Ve. Масса — около 4,449 солнечных, радиус — около 9,544 солнечных, светимость — около 361,46 солнечных. Эффективная температура — около 21000 K.
Второй компонент — коричневый карлик. Масса — около 53,08 юпитерианских. Удалён на 2,46 а.е..